# باولگ
باولگ  از روستاهای استان ایلام که در بخش گچی شهرستان ملکشاهی واقع شده‌است.